# 간토쿠선
간토쿠선(일본어: 岩徳線)은 일본 야마구치현 이와쿠니시의 이와쿠니역부터 스오타카모리역을 경유해서, 슈난시의 구시가하마역에 이르는 서일본 여객철도의 철도 노선(지방 교통선)이다.

## 노선 정보
- 관할 (사업 종별) : 서일본 여객철도 (제 1 종 철도사업자)
- 구간 (영업 거리) : 이와쿠니 역 - 다카미즈 역 - 구시가하마 역 43.7km
  - 가와니시 역 - 모리가하라 신호장 간(1.9km)은 니시키가와 철도 니시키가와 세이류 선과 중복
- 궤간 : 1067mm
- 역 수 : 15 (기종점역 포함)
  - 간토쿠 선 소속 역으로 한정된 경우, 산요 본선의 소속인 이와쿠니 역과 구시가하마 역이 제외되어, 13역이 된다.
- 복선화 구간 : 없음 (전 구간 단선)
- 전철화 구간 : 없음 (전 구간 비 전철화)
- 폐색방식 : 특수 자동 폐색식
- 최고속도 : 95km/h
- 운전 지령소 : 히로시마 종합 지령소

## 역 목록
| 노선명      | 역명              | 일어 역명    | 역간 거리 | 영업 거리 | 접속 노선                                                 | 소재지     |
| ----------- | ----------------- | ------------ | --------- | --------- | --------------------------------------------------------- | ---------- |
| 간 토 쿠 선 | 이와쿠니          | 岩国         | -         | 0.0       | 서일본 여객철도 산요 본선                                 | 이와쿠니시 |
| 간 토 쿠 선 | 니시이와쿠니      | 西岩国       | 3.7       | 3.7       |                                                           | 이와쿠니시 |
| 간 토 쿠 선 | 가와니시          | 川西         | 1.9       | 5.6       | 니시키가와 철도 니시키가와 세이류 선                      | 이와쿠니시 |
| 간 토 쿠 선 | 모리가하라 신호장 | 森ヶ原信号場 | -         | 7.5       | 니시키가와 세이류 선과의 실제 분기점                      | 이와쿠니시 |
| 간 토 쿠 선 | 하시라노          | 柱野         | 2.9       | 8.5       |                                                           | 이와쿠니시 |
| 간 토 쿠 선 | 긴메이지          | 欽明路       | 6.7       | 15.2      |                                                           | 이와쿠니시 |
| 간 토 쿠 선 | 구가              | 玖珂         | 1.9       | 17.1      |                                                           | 이와쿠니시 |
| 간 토 쿠 선 | 스오타카모리      | 周防高森     | 3.5       | 20.6      |                                                           | 이와쿠니시 |
| 간 토 쿠 선 | 요네카와          | 米川         | 3.8       | 24.4      |                                                           | 이와쿠니시 |
| 간 토 쿠 선 | 다카미즈          | 高水         | 4.4       | 28.8      |                                                           | 슈난시     |
| 간 토 쿠 선 | 가쓰마            | 勝間         | 2.3       | 31.1      |                                                           | 슈난시     |
| 간 토 쿠 선 | 오카와치          | 大河内       | 2.2       | 33.3      |                                                           | 슈난시     |
| 간 토 쿠 선 | 스오쿠보          | 周防久保     | 1.4       | 34.7      |                                                           | 구다마쓰시 |
| 간 토 쿠 선 | 이쿠노야          | 生野屋       | 3.3       | 38.0      |                                                           | 구다마쓰시 |
| 간 토 쿠 선 | 스오하나오카      | 周防花岡     | 1.8       | 39.8      |                                                           | 구다마쓰시 |
| 간 토 쿠 선 | 구시가하마        | 櫛ヶ浜       | 3.9       | 43.7      | 서일본 여객철도 산요 본선 (야나이 방면)                   | 슈난 시    |
| ※           | 도쿠야마          | 徳山         | 3.4       | 47.1      | 서일본 여객철도 산요 신칸센 · 산요 본선 (신야마구치 방면) | 슈난 시    |